# Millau
Millau (okcitansko Milhau) je mesto in občina v južni francoski regiji Jug-Pireneji, podprefektura departmaja Aveyron. Leta 2006 je mesto imelo 22.133 prebivalcev.
Od decembra 2004 se Millau ponaša z najvišjim mostom z diagonalnimi kabli na svetu Millauskim viaduktom.

## Geografija
Kraj leži v pokrajini Rouergue ob sotočju rek Dourbie in Tarn, v osrčju narodnega parka Grands Causses, na začetku Tarnske soteske.  

## Uprava
Millau je sedež dveh kantonov:
- Kanton Millau-Vzhod (del občine Millau, občine Aguessac, Compeyre, Paulhe: 9.348 prebivalcev),
- Kanton Millau-Zahod (del občine Millau, občine Comprégnac, Creissels, Saint-Georges-de-Luzençon: 16.645 prebivalcev).

Mesto je prav tako sedež okrožja, v katerem se poleg njegovih dveh nahajajo še kantoni Belmont-sur-Rance, Camarès, Campagnac, Cornus, Nant, Peyreleau, Saint-Affrique, Saint-Beauzély, Saint-Rome-de-Tarn, Saint-Sernin-sur-Rance, Salles-Curan, Sévérac-le-Château in Vézins-de-Lévézou s 67.612 prebivalci.

## Zgodovina
Millau se prvikrat omenja leta 875 kot Amiliavum. 

## Zanimivosti
- stražni stolp (Beffroi) iz 12. stoletja, nadgrajen z oktagonalnim stolpom iz 17. stoletja,
- Passage du Pozous, utrjen portal iz 13. stoletja,
- Cerkev Notre-Dame-de-l'Espinasse; nekdaj naj bi posedovala del Trnove krone, s katero je v srednjem veku postala pomembno romarsko središče. Cerkev je bila v letu 1582 uničena, ponovno zgrajena v 17. stoletju.

## Pobratena mesta
- Bad Salzuflen (Severno Porenje - Vestfalija, Nemčija),
- Bridlington (Anglija, Združeno Kraljestvo),
- Louga (Senegal),
- Sagunto (Valencia, Španija).